# Зажечево
Зажечево (пол. Zarzeczewo) — село в Польщі, у гміні Фабянки Влоцлавського повіту Куявсько-Поморського воєводства.
Населення — 503 особи (2011).
У 1975-1998 роках село належало до Влоцлавського воєводства.

## Демографія
Демографічна структура станом на 31 березня 2011 року:
|          | Загалом | Допрацездатний вік | Працездатний вік | Постпрацездатний вік |
| -------- | ------- | ------------------ | ---------------- | -------------------- |
| Чоловіки | 244     | 52                 | 172              | 20                   |
| Жінки    | 259     | 58                 | 155              | 46                   |
| Разом    | 503     | 110                | 327              | 66                   |